# 朱孟烷
楚莊王朱孟烷（1382年—1439年），明朝第二代楚王，昭王朱楨的嫡三子。他在永乐二十二年（1424年）襲封楚王，在位十五年。正統四年（1439年）朱孟烷去世，一年後其子朱季堄就嗣位。著有《勤有堂詩集》。

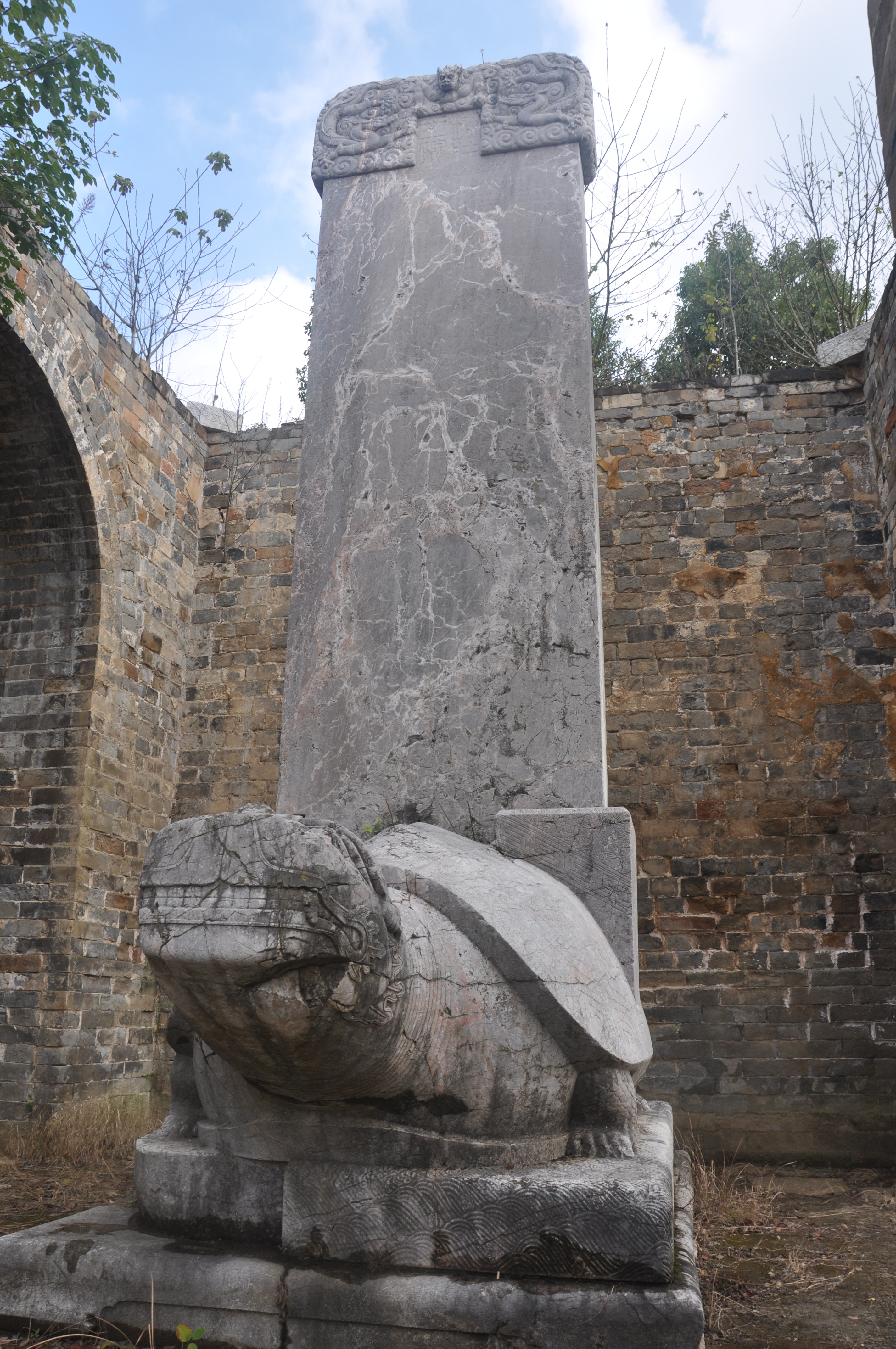
位于武汉江夏龙泉山明楚王墓墓区明楚庄王碑
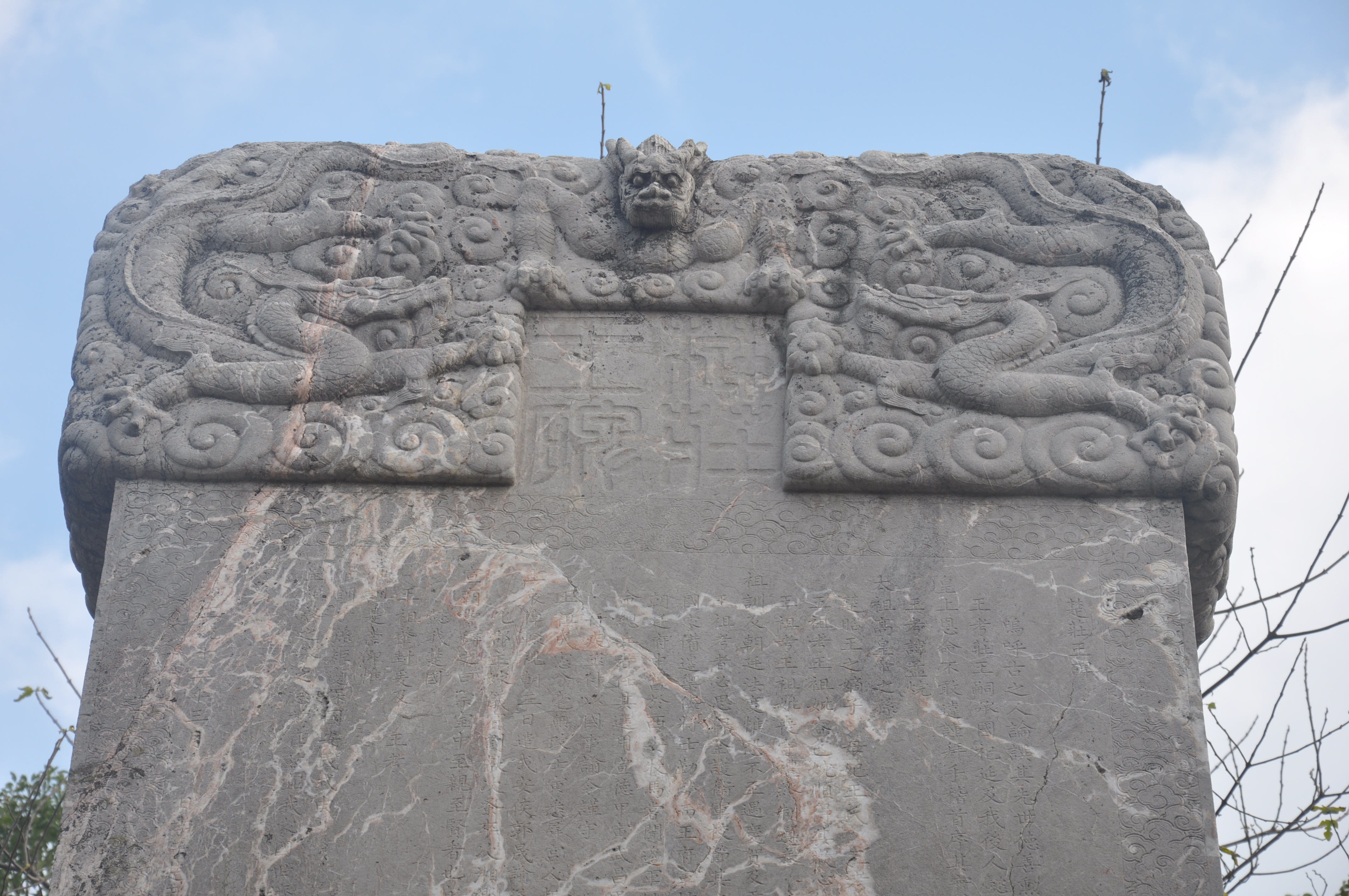
楚庄王碑碑额

## 家庭

### 妻
- 王妃邓氏（？－1442年），宁河武顺王邓愈次子鄧銘女，洪武三十三年册为楚世子妃，洪熙元年册为楚王妃，正统七年二月薨。

### 妾
- 诸氏，生朱季堄[2]
- 邬氏，封夫人，生朱季埱[3]、朱季塛[4]
- 李氏，生朱季堧[5]

### 子
- 庶長子：楚憲王朱季堄
- 庶二子：楚康王朱季埱
- 庶三子：東安恭定王朱季塛
- 庶四子：大冶悼僖王朱季堧

### 女
- 長女：新化郡主，儀賓劉獻[6]
- 第三女：湘乡郡主，儀賓王谦[7]